# Yacimiento arqueológico de El Esparragal
El yacimiento arqueológico de El Esparragal es un sitio paleolítico ubicado en el área de ampliación urbanística de El Cañaveral, al sureste de Madrid. Es un área de talla de herramientas líticas al aire libre asociada a poblaciones neandertales. El lugar se caracteriza por la captación y explotación de sílex de depósitos secundarios. 

## Contexto geográfico
Son muchos los yacimientos paleolíticos de la Comunidad de Madrid que se sitúan en la amplia plataforma que se extiende entre los ríos Manzanares y Jarama. Un punto de atracción para los grupos humanos en la Prehistoria, porque es un lugar donde encuentran materia prima. Concretamente sílex, una roca sedimentaria muy utilizada para la elaboración de útiles. 
El área de El Cañaveral se sitúa en la Cuenca de Madrid, donde predominan los afloramientos de materiales terciarios, sobre los cuales actúan en el Cuaternario varios procesos erosivos y deposicionales que originan la morfología del relieve tal como lo conocemos hoy.

## Intervenciones arqueológicas
Los trabajos de excavación se inician en octubre de 2017 y concluyen en junio de 2018, coincidiendo con las actuaciones arqueológicas en yacimientos paleolíticos muy próximos como el de Yacimiento arqueológico de El Humedal, situado también en la Parcela MCO de la U. Z. P. 2.01 "El Cañaveral", en Coslada (Comunidad de Madrid). Una zona de exclusión arqueológica delimitada por la Dirección Gral. de Patrimonio donde se realizaron decenas de zanjas de control paleontológico y arqueológico. En una de las zanjas de control se verifica la presencia de industria lítica y a continuación, se realiza un sondeos arqueológicos con el objetivo de valorar y analizar el potencial del yacimiento.
La intervención arqueológica en El Esparragal fue dirigida por los arqueólogos José Polo (ARQUEX S.L.) y Concepción Torres (UAM) así como por el geólogo Fernando Tapias (ARQUEX S.L.). Además, contó con el asesoramiento científico del catedrático de Prehistoria Javier Baena Preysler. 

## Restos arqueológicos
En el yacimiento de El Esparragal, al igual que ocurre en otros yacimientos de cronologías similares de la zona, los grupos cazadores-recolectores localizan y explotan el sílex, como materia prima con la que elaborar herramientas. En este lugar, localizan nódulos de sílex de morfología, tamaño y calidad diversos y los tallan para conseguir lascas , es decir, elementos con filos que corten. Se trata de un depósito secundario de origen coluvionar. 
Durante los trabajos de excavación se documentan miles de restos de talla musterienses. Esencialmente encontramos núcleos, lascas y percutores.
Los estudios geoarqueológicos y los materiales líticos documentados indican que se trata de un conjunto lítico, muy posiblemente asociado a poblaciones neandertales. Los resultados cronológicos serán determinantes para conocer en qué momento se produjo esta ocupación y qué similitudes o diferencias presenta con otros yacimientos próximos como los de El Humedal, Vías Colectaras 2, Cañaveral 3 y Cantera Vieja, entre otros.